# Endocoel (corail)
L’endocoel est le nom donné chez les coraux à l'espace séparant une paire de mésentères identiques dans la cavité gastro-vasculaire du corps du polype.

## Différenciation selon les mésentères

Coupe transversale du corps d'un polype faisant apparaitre son système digestif.

Dans l'endocoel des mésentères non-directifs, les muscles rétracteurs longitudinaux qui prennent racine dans les plis de la mésoglée dépassent dans la cavité. À l'inverse, dans l'endocoel des mésentères directifs, les muscles rétracteurs longitudinaux qui prennent racine dans les plis de la mésoglée ne dépassent pas dans la cavité.